# Jan Ripota

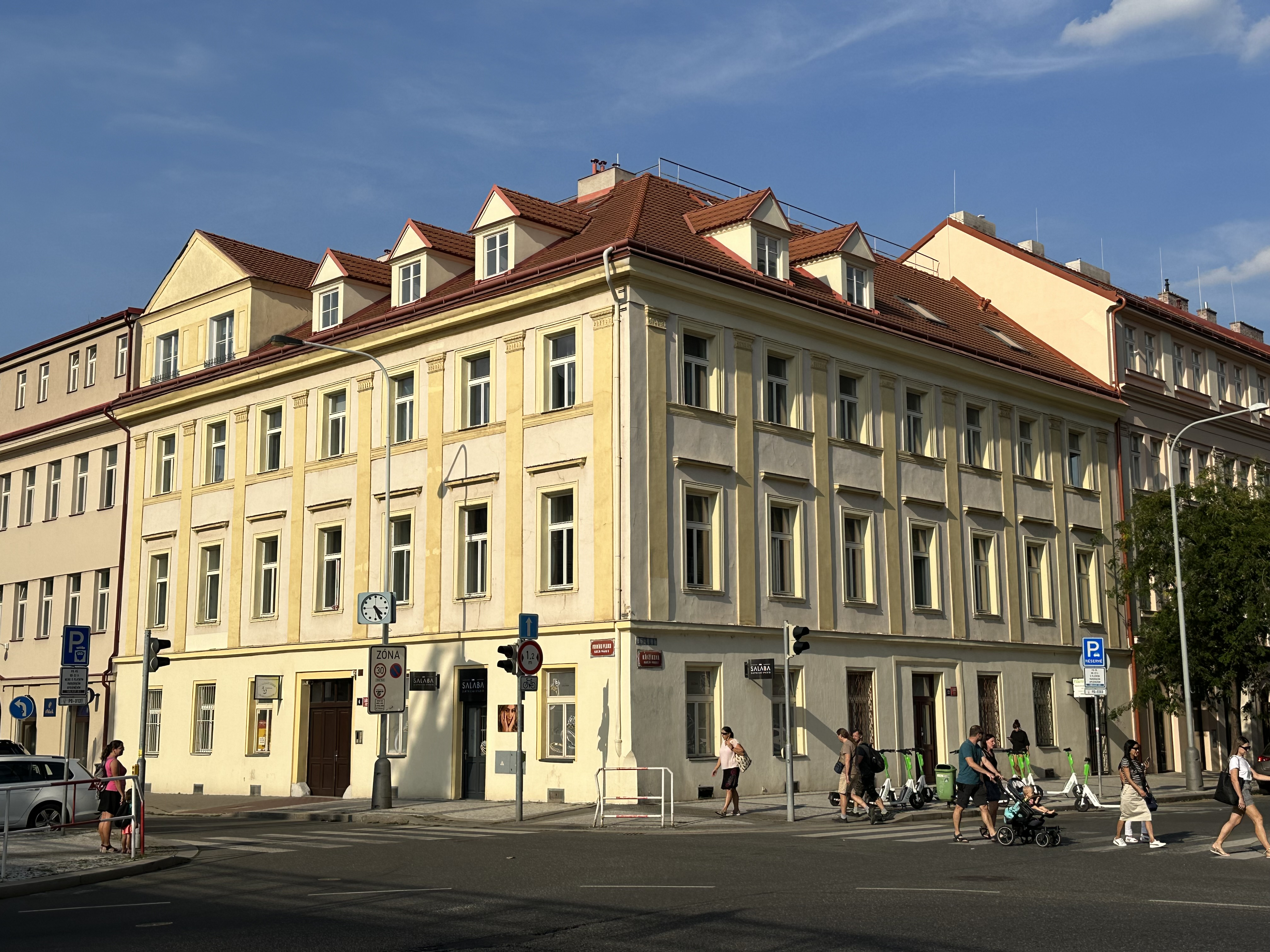
Prvního pluku 4, nárožní pozdně klasicistní dům v Praze-Karlíně

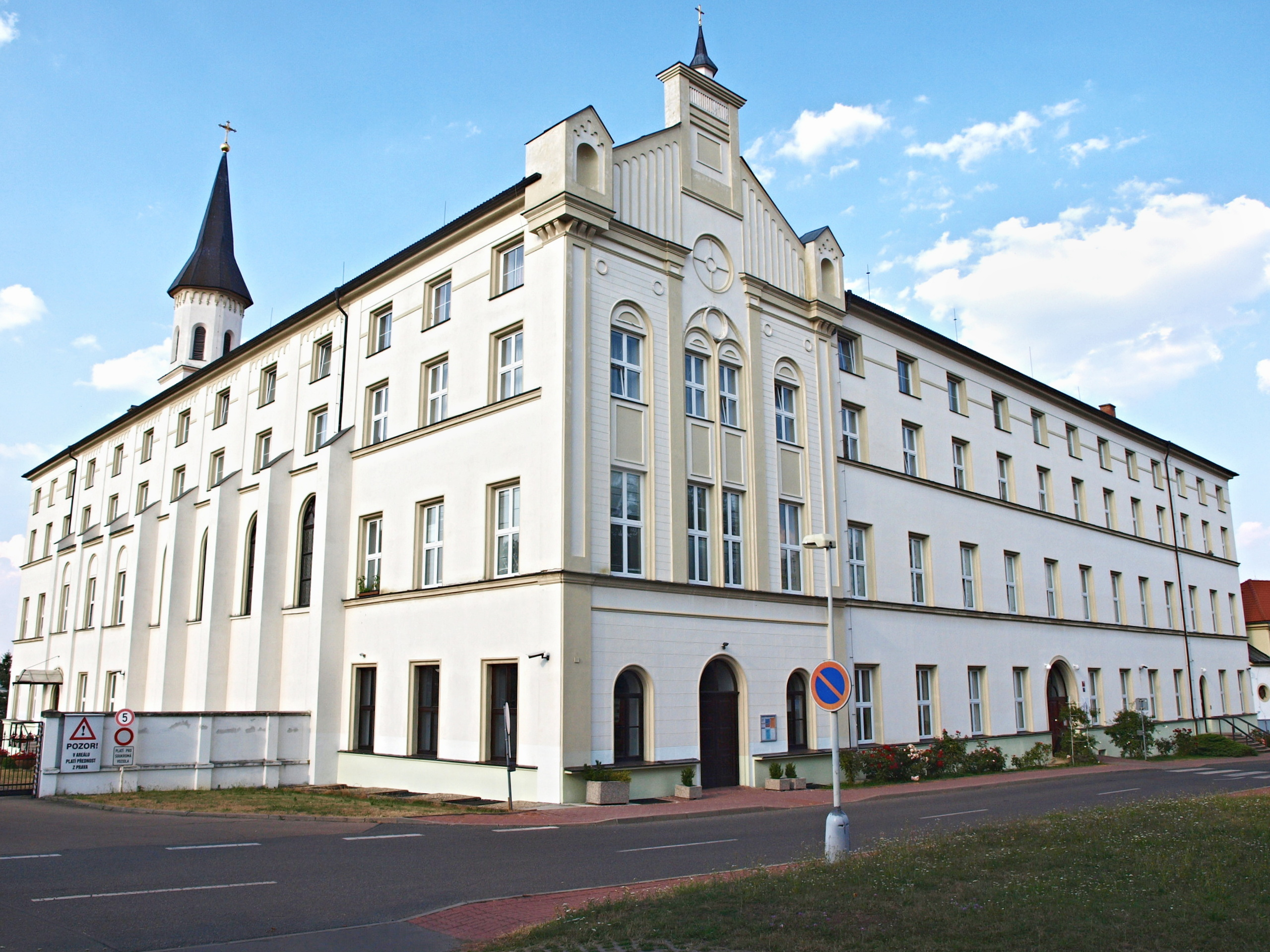
Klášter v Řepích, nynější Domov svatého Karla Boromejského

Jan Ripota (22. května 1799 Český Krumlov – 10. prosince 1879 Praha), často uváděný také jako Johann Ripota nebo i Rypota, byl český klasicistní architekt a stavitel, působící převážně v Praze.

## Život a dílo
Byl synem krumlovského horníka Antonína Ripoty a Růženy roz. Bílkové. V letech 1821–1825 studoval stavitelství na pražském stavovském technickém učilišti a později architekturu ve Vídni. V Praze bydlel nejprve na Staroměstském náměstí a od roku 1832 na Novém Městě pražském. Měšťanské právo získal v roce 1843, od roku 1848 byl po dlouhá léta členem městské rady obce pražské. Měl šest dětí, z nichž nejmladší syn Jan Rypota (1843–1914) byl akademický malíř.
Ripotovým přítelem byl tehdejší významný pražský architekt Josef Kranner (1801–1871); několik pražských domů Ripota stavěl podle jeho návrhů. Jeho činnost byla rozsáhlá, projektoval a stavěl domy na Starém Městě, v Karlíně, na Malé Straně. Ve své závěti odkázal Jan Ripota 100 zlatých pražskému zednickému společenstvu s tím, že úroky připadnou na chudé stavitele bez práce či na vdovy po nich.
Některé stavby v Praze, které realizoval nebo se na nich podílel:
- nárožní dům pozdně klasicistního původu Prvního pluku 140/4, Praha 8 Karlín (1837, severní křídlo domu z roku 1859)[5]
- přestavba domu U Zlatého Václava, Staré Město, Celetná 594/19 (1838)
- dům U Červené hvězdy v Karlíně, Sokolovská 5/49 a Vítkova 5/32 (1841–1843)[6]
- dům U Textorů (U Bílého preclíku), přístavba zadního křídla, Malá Strana, Karmelitská 383/12 (1844)
- dokončení přestaveb paláce Platýz (1844–1847)[7]
- novostavba někdejší německé dětské nemocnice na Karlově náměstí 1359/1 (1846)
- klasicistní sjednocení fasád Chotkova paláce (asi 1848)
- dvojdům Vyšehradské kapituly – Stará kanovnická rezidence, K Rotundě 81/6 a 82/8 (1848–1849)[4]
- zvýšení a úpravy paláce Porgesů z Portheimu (1852)[7]
- úprava domu U Zlatého hroznu, Malá Strana, Hroznová 499/2 (1853)[8]
- úprava průčelí kostela sv. Tomáše (1854)

- úpravy Auersperského paláce (1856)
- přestavba mateřince kongregace milosrdných sester sv. Karla Boromejského, Malá Strana, Vlašská 337/38 (1856)
- stavba Lannova paláce podle plánů Josefa Krannera (1857)
- klášter kongregace Milosrdných sester svatého Karla Boromejského v Řepích (1859–1860)[9]